# Sebeők Sári

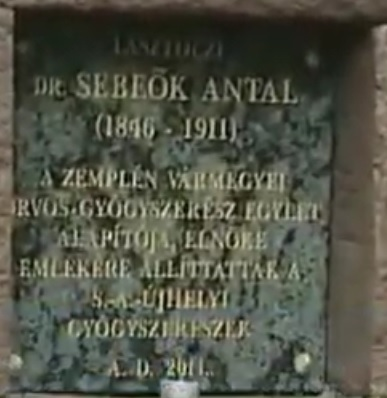
Édesapja emléktáblája

Lasztóci Sebeők Sári [ˈʃɛbøːk] (névváltozatai: Sára, Sarolta; külföldön Charlotte von Seeböck) (Sátoraljaújhely, 1882. április 11. – Budapest, 1952. július 24.) opera-énekesnő (szoprán).

## Élete
Kisnemesi családban született. Apja dr. lasztóci Sebeők Antal (1846–1911) honvéd főtörzsorvos, a Ferenc József-rend lovagja, a Zemplén vármegyei orvos-gyógyszerész egylet alapítója, elnöke, sátoraljaújhelyi tanácsnok, akinek sírhelye Sátoraljaújhelyen, a Májuskút-völgyben, egykori családi kúriájuk kertjében található. Emlékét ugyanott emléktáblán örökítették meg. Anyja született Hübel Szidónia.
Apai nagyszülei: nemes lasztóci Sebeők Antal vármegyei szabómester és Marczinkovits Terézia.
Sebeők Sárinak hét testvére volt, ő született a harmadik gyermekként a családjába.
Énektanulmányait 1898-ban a budapesti Zeneakadémián Maleczkyné Ellinger Jozefánál és Erkel Gyulánál kezdte, majd Bécsben Rosa Papiernál fejezte be.
1904-ben Gustav Mahler szerződtette a Hofoperhez hat évre, de ő 1907-ben felbontotta a szerződést, és egy évadra Frankfurtba ment. 1908 áprilisában még vendégként énekelte Budapesten a Norma címszerepét és a Trubadúr Leonoráját, de ősszel már az Opera tagja volt. Először a Bánk bán Melindáját énekelte november 7-én. 1923-ban „örökös tag” címet kapott. 1943-ben vonult vissza. Utolsó időszakában csak a Farsangi lakodalomban és a Háry Jánosban szerepelt.
Pályája elején koloratúrszoprán, aztán drámai szoprán szerepeket énekelt. Repertoárja gerincét a romantikus szerzők művei alkották. A budapesti társulat egyik vezető énekese volt az 1910-es, 1920-as években. Magyar operatörténeti nevezetessége, hogy Kodály Háry Jánosának ősbemutatóján ő alakította a Császárné szerepét.

## Szerepei
- Beethoven: Fidelio – Leonora
- Vincenzo Bellini: Norma – címszerep
- Erkel Ferenc: Hunyadi László – Szilágyi Erzsébet
- Erkel: Bánk bán – Melinda
- Goldmark Károly: Sába királynője – Szulamit
- Kodály Zoltán: Háry János... – Császárné
- Korngold: Violanta – címszerep
- Pietro Mascagni: Parasztbecsület – Santuzza
- Giacomo Meyerbeer: A hugenották – Valois Margit; Valentine
- Meyerbeer: A próféta – Berta
- Mozart: Szöktetés a szerájból – Konstanza
- Mozart: Don Giovanni – Donna Anna
- Mozart: A varázsfuvola – Az Éj királynője
- Muszorgszkij: Borisz Godunov – Marina Mniszek
- Poldini: Farsangi lakodalom – A nemzetes asszony
- Giacomo Puccini: Tosca – címszerep
- Richard Strauss: Elektra – Krizothémisz
- Richard Strauss: A rózsalovag – A tábornagyné
- Richard Strauss: Ariadné Naxos szigetén – Ariadné
- Richard Strauss: Arabella – Adelaide
- Verdi: A trubadúr – Leonora
- Verdi: Rigoletto – Gilda
- Verdi: Az álarcosbál – Amelia
- Wagner: Tannhäuser – Vénusz
- Wagner: Lohengrin – Ortrud
- Wagner: Trisztán és Izolda – Izolda
- Wagner: A Nibelung gyűrűje – Brünnhilde
- Weber: Oberon – Rezia